# Mario Socolinsky
Mario Socolinsky (Buenos Aires, 12 de febrero de 1942 - San Salvador de Jujuy, 26 de junio de 2007) fue un médico, pediatra y conductor de televisión y radio argentino. Socolinsky era destacado por su flexibilidad a la hora de ayudar a madres con sus pequeños. Sufría una falencia respiratoria desde su infancia. Es por ello que adelantó sus estudios secundarios, recibiéndose a los 15 años, en 1957. 
Logró su título en pediatría a los 21 años, graduándose con medalla de oro de la Universidad de Buenos Aires en 1963. Luego de trabajar como médico en distintos hospitales públicos, en 1967 comenzó su participación en televisión como columnista de varios programas para la mujer. Fue en 1977 por Canal 9 que comenzó a conducir su emblemático programa, La salud de nuestros hijos, donde daba consejos para el cuidado de la salud de bebés y niños. 
En 1989 el programa 
pasó a ATC -luego llamado Canal 7- y en 1991 ganó su primer premio Martín Fierro por el servicio comunitario que prestó a través de los años de televisión en el país y su invalorable aporte profesional. Por el citado programa, Socolinsky recibió también el premio Facundo de Oro como "Mejor programa de medicina" en el rubro Televisión, a través de una encuesta popular. Además obtuvo el premio Broadcasting en el rubro "Mejor programa educativo", con 30 años de emisión sin interrupción en la televisión. Recibió además otros premios como el Santa Clara de Asís y consiguió cinco Martín Fierro por sus programas de TV abierta y cable.
Durante los años '90 también condujo otros programas como De padres e hijos (Cablevisión), Salud x 2 -junto con el Dr. Claudio Zin- (ATC) y Buenas tardes salud (ATC). Además tuvo espacios en programas de radio, como en el caso de Bienvenidos de LU2 Radio Bahía Blanca.
En 1990 Socolinsky creó una ONG con el nombre de Fundación Dr. Mario Socolinsky, con el fin de promover el desarrollo infantil y la prevención de enfermedades. En sus comienzos fue pionera en el desarrollo de la estimulación temprana de niños y bebés con algún tipo de discapacidad. Luego entendiendo que la base del cuidado de la salud era la prevención, Socolinsky aplicó sus conocimientos médicos para desarrollar centros de vacunación, siendo actualmente la red de vacunación más importante de la Argentina. Su principal acción social radica en desarrollar la prevención de enfermedades con campañas de concientización y distintos programas sociales, trabajando principalmente por el cuidado y desarrollo infantil.
En 2003 La salud de nuestros hijos fue levantado de Canal 7 tras una cámara oculta del programa Punto Doc de América TV, donde una periodista se hizo pasar por médica gastroenteróloga para dar consejos inverosímiles mediante el pago de mil pesos al productor del programa. El ciclo continuó su emisión en cable por Canal 26; más tarde Socolinsky condujo programas en Canal 7 de aire y Canal 4 de cable de la ciudad de Jujuy.
Falleció el 26 de junio de 2007 en Jujuy. Mientras se encontraba dando charlas de capacitación sobre el cuidado de la salud, enfermó de una fuerte neumonía que desembocó en un paro cardíaco. Sus restos fueron trasladados desde Jujuy e inhumados en el Cementerio Israelita de La Tablada.